# 20164 Янзаїц
20164 Янзаїц (20164 Janzajic) — астероїд головного поясу, відкритий 9 листопада 1996 року.
Тіссеранів параметр щодо Юпітера — 3,612.